# Municipio de Chalchihuitán
El municipio de Chalchihuitán es uno de los 124 municipios que componen el estado mexicano de Chiapas. Su cabecera es la localidad del mismo nombre.

## Toponimia
El nombre Chalchihuitán proviene del náhuatl y se interpreta como "lugar donde abundan los chalchihuite". 

La palabra “chalchihuite” es un americanismo que se traduce como jade o jadeíta y por extensión puede referir a cualquier piedra preciosa. El Gran Diccionario Náhuatl señala que la palabra chalchihuitl significa jade o esmeralda basta.

## Geografía
El municipio de Chalchihuitán se encuentra ubicado en el centro-norte del estado. Tiene una superficie aproximada de 185 km² e integra la región socioeconómica V Altos Tsotsil Tseltal.

Sus coordenadas geográficas extremas son 92°42'40.32" W, 92°32'34.44" W de longitud oeste y 16°57'00.36" N, 17°06'56.16" N de latitud norte.
Limita al noreste con el municipio de Pantelhó, al norte con el municipio de Simojovel, al oeste con el municipio de El Bosque, al suroeste con el municipio de Larráinzar y de sur a sureste con el municipio de Chenalhó.
Según la clasificación climática de Köppen, el clima corresponde al tipo Cwb - Templado con invierno seco (verano suave).

### Orografía e hidrografía
La superficie del municipio está constituida, en 80 % por zonas accidentadas y el resto por terrenos semiplanos.
Los recursos hidrológicos lo conforman básicamente, los ríos San Cayetano, San Pablo y Blanco.

### Flora y fauna
La vegetación predominante es de bosque mixto de pino-encino. La flora del municipio incluye especies como ciprés, pino, romerillo, sabino y roble entre otras.

La fauna incluye diversidad de especies entre las que se encuentran culebra ocotera, nayuca de frío, gavilán golondrino, ardilla voladora, jabalí y venado.

## Demografía
De acuerdo a los resultados del Censo de Población y Vivienda de 2020 realizado por el Instituto Nacional de Estadística y Geografía, la población total del municipio es de 21 915 habitantes, lo que representa un crecimiento promedio de 4.7 % anual en el período 2010-2020 sobre la base de los 14 027 habitantes registrados en el censo anterior. En el año 2020 la densidad del municipio era de 118,3 hab/km².
| Gráfica de evolución demográfica de Municipio de Chalchihuitán entre 2000 y 2020 |
|                                                                                  |
| Fuente: Instituto Nacional de Estadística Geografía e Informática                |

El 49.6 % de los habitantes eran hombres y el 50.4 % eran mujeres. El 70.8 % de los habitantes mayores de 15 años (8463 personas) estaba alfabetizado. Prácticamente la totalidad de la población, (21 884 personas), es indígena.
En el año 2010 estaba clasificado como un municipio de grado muy alto de vulnerabilidad social, con el 79.8 % de su población en estado de pobreza extrema. Según los datos obtenidos en el censo de 2020, la situación de pobreza extrema afectaba al 76.4 % de la población (16 918 personas).

### Localidades
En el censo de 2020 el municipio de Chalchihuitán contaba con 57 localidades.
| Código INEGI      | Localidad         | Población (2020) |
| ----------------- | ----------------- | ---------------- |
| 070220003         | Chiquinshulum     | 2 102            |
| 070220001         | Chalchihuitán     | 1 976            |
| 070220004         | Jolitontic        | 1 524            |
| 070220017         | Tzununil          | 1 072            |
| 070220005         | Joltealal         | 1 070            |
| Otras localidades | Otras localidades | 14 171           |
| Total municipal   | Total municipal   | 21 915           |

## Salud y educación
En 2010 el municipio tenía un total de 2 unidades de atención de la salud, con 6 personas como personal médico. Existían 22 escuelas de nivel preescolar, 22 primarias, 4 secundarias, 1 bachillerato y 22 escuelas primarias indígenas.

## Actividades económicas
Las principales actividades económicas del municipio son el comercio minorista, la prestación de servicios de alojamiento temporal y preparación de alimentos y bebidas y, en menor medida, la elaboración de productos manufacturados.

## Política

### Representación legislativa
Para la elección de diputados locales al Congreso de Chiapas y de diputados federales a la Cámara de Diputados federal, el municipio de Chalchihuitán se encuentra integrado en los siguientes distritos electorales:
Local:
- Distrito electoral local de 21 de Chiapas con cabecera en Tenejapa.[20]

Federal:
- Distrito electoral federal 2 de Chiapas con cabecera en Bochil.[21]